# Svezia agli XI Giochi olimpici invernali
La Svezia partecipò agli XI Giochi olimpici invernali, svoltisi a Sapporo, Giappone, dal 3 al 13 febbraio 1972, con una delegazione di 58 atleti impegnati in nove discipline.

## Medagliere

### Per discipline
| Sport                   | Oro | Argento | Bronzo | Totale |
| ----------------------- | --- | ------- | ------ | ------ |
| Sci di fondo            | 1   | 0       | 0      | 1      |
| Pattinaggio di velocità | 0   | 1       | 1      | 2      |
| Biathlon                | 0   | 0       | 1      | 1      |
| Totale                  | 1   | 1       | 2      | 4      |

### Medaglie
| Medaglia | Atleta              | Sport                   | Evento          |
| -------- | ------------------- | ----------------------- | --------------- |
| Oro      | Sven-Åke Lundbäck   | Sci di fondo            | 15 km maschile  |
| Argento  | Hasse Börjes        | Pattinaggio di velocità | 500 m maschile  |
| Bronzo   | Lars-Göran Arwidson | Biathlon                | 20 km maschile  |
| Bronzo   | Göran Claeson       | Pattinaggio di velocità | 1500 m maschile |